# Pikasta pijavčnica
Pikasta pijavčnica (znanstveno ime Lysimachia punctata) je trajnica iz družine mirsinovk.

## Opis
Pikasta pijavčnica zraste od 100 do 150 cm visoko in ima oglato dlakavo steblo, po katerem so vretenasto razporejeni suličasti listi. Iz zalistij vretenc stebelnih listov poganjajo rumeni cvetovi, zbrani v socvetja. Vsak cvet se sestavljen iz petih zraščenih venčnih listov, ki so po robovih rahlo dlakavi. Čašni listi so prav tako rumene barve. V notranjosti cvetov je po pet prašnikov, plodnica pa je nadrasla. Cveti od junija do avgusta na vlažnih mestih.